# Marc & Penny
Marc & Penny, Untertitel: Abenteuer – Basteln – Malen – Rätselspaß, war ein Kinder- und Jugendmagazin, das vom DG-Verlag herausgegeben und an die genossenschaftlichen Banken vertrieben wurde. Es wurde als Werbemittel kostenlos an die jungen Volks- und Raiffeisenbankenkunden verteilt. Das Heft erschien monatlich mit einer durchschnittlichen Auflage von 500.000 Stück, jeweils im Oktober mit einer Extraausgabe „Preisausschreiben zum Weltspartag“ in höherer Auflage. Die erste Ausgabe stammt vom April 1981; bis zur Einstellung des Magazins im Juni 2007 erschienen über 300 Hefte. Heute sind die beiden Figuren Bestandteil der Heftserie VR-Primax. Der Name des Magazins spielte auf die Deutsche Mark und den Pfennig an.
Bis zum Dezember 2003 hatte das Magazin einen Umfang von 16 Seiten. Das Format betrug 28 × 19 Zentimeter.

## Redaktion
Geleitet wurde Marc & Penny bis Ende 2003 von Ilona Waldera, der damals einzigen Redakteurin des Magazins. Von ihr stammen die Idee und das Konzept des Magazins. Bis auf wenige Ausnahmen wurden alle Texte der insgesamt 273 Hefte von ihr verfasst. Sie ist Urheberin der Marc-&-Penny-Comics sowie der Nebenserien. Zwischen Jahresbeginn 2004 und Juni 2007 wurde die Redaktion von der Agentur Redkon übernommen. Dies führte u. a. zu einer wesentlichen Ausweitung und Aufwertung des redaktionellen Teils, zum Beispiel mit authentischen Reportagen und Umfragen unter Kindern.

## Illustratoren
Die Illustrationen der Marc-&-Penny-Geschichten und Titelbilder stammten von Frank Lüdicke. Weitere Stammillustratoren waren Rudi Döpper (Zezilia Zucker, Plüsch-Paule), Heinz Fechner (Neues aus Hasendorf, Susi Super) und Georg Zemann (Liesel Schnatter, Mister Pfiffig sowie Oster- und Weihnachtsgeschichten.)
Mit einer Vielzahl der Illustratoren, darunter Frank Lüdicke, Rudi Döpper, Heinz Fechner und Georg Zemann, hatte Waldera bereits während ihrer Zeit beim Bastei-Verlag zusammengearbeitet. Auf andere, wie Timmermann, wurde sie durch dessen Buchillustrationen aufmerksam. Als Waldera für Marc & Penny zum DG-Verlag wechselte, holte sie die Zeichner zum DG-Verlag und engagierte sie für das Magazin.
Frank Lüdicke wurde zur Entwicklung der Marc-&-Penny-Geschichten beauftragt, weil sein Zeichenstil Waldera für ihre Figuren geeignet erschien.
Das Heft wurde ergänzt durch Witze, Bastelbeilagen, Rätsel, Poster oder Prosatextgeschichten.

## Stil und Entwicklung der Marc-&-Penny-Geschichten
Bis zur Ausgabe Mai 1994 waren die Geschichten, bis auf wenige Ausnahmen, vier Seiten lang. Die Geschichte in Ausgabe Mai 1995 brach diese Tradition und war fünfseitig. Ab der Ausgabe Juni 1995 war fortan jede Geschichte in der Regel sechsseitig. Erst im Laufe der Zeit wurden aus den Illustrationen mit Bildunterschriften Comics im klassischen Sinne. Anfangs waren es vor allem pädagogische Bedenken seitens des DG-Verlags, die es Ilona Waldera und Frank Lüdicke erschwerten, die Geschichten als Comics zu gestalten. Als Vorbild waren die Donald-Duck-Geschichten von Carl Barks in der Übersetzung von Erika Fuchs. Diese Form ermöglichte es Waldera, die Geschichten länger zu gestalten und bot ihr zugleich Raum für Wortwitziges. Ihrem Wunsch nach einem umfassenderen Comic-Anteil im Heft kam der DG-Verlag jedoch nie nach.
Zudem ließ die Autorin ihre Liebe zu den Tieren und der Natur einfließen. Waldera lagen diese Werte am Herzen und erachtete es als wichtig, die Werte an die sich meist im Kindesalter befindlichen Leser weiterzugeben. Gemäß der Ansicht Walderas, dass es nur Sinn ergebe, Werte dadurch zu transportieren, dass die Leser mit dem Herzen begreifen, bemühte sich die Autorin, niemals den pädagogischen Zeigefinger zu erheben. Ihr Anliegen sei laut Waldera immer gewesen, originelle Grundideen für die Geschichten zu haben und diese zu amüsanten Bildern auch amüsant zu erzählen. Die Geschichten sollten Leser jeden Alters ansprechen.

## Figuren
Protagonisten sind das Geschwisterpaar Marc und Penny sowie deren Hund Bliff. Diese bewohnen ein Einfamilienhaus im fiktiven Ort Nettstadt. Diese mittelgroße Stadt wird von weiteren Charakteren wie dem Erfinderonkel Peter Rührfix, Hauptwachtmeister Schnapp, der Gaunerin Petunia van Pippel (später Pauline Pippelstein), dem Schurken August Mobil, den Ganovenbrüdern Pitti und Fietje Muck (später Pitti und Fritz Muck), dem Multimilliardär Hugdietrich Schotter (später Hugo Schotter), dem Friseurmeister Lars-Dieter Locke, der Nachbarin Natalie Nebenan und Nachbar Brüllklotz bewohnt. Daneben tauchen sporadisch auswärts lebende Verwandte wie beispielsweise Großonkel Bauer Melchior Molke, Vetter Eduard oder Tante Wilma auf.
Zu Nettstadt gehören ein Wald, der Nettstädter Forst, und ein Gebirge, bestehend aus dem Kleinen und Großen Butzmann. Die rivalisierende Nachbarstadt heißt Großhausen.
Im Laufe der Jahre wurden immer wieder graphische Änderungen an den Figuren vorgenommen. Anfangs trug Marc eine blaue Latzhose über ein rot-weiß-gestreiftes T-Shirt und rot-weiße Turnschuhe. Penny trug in den frühen Jahren einen roten Schurz, und zwei Zöpfchen, die von blauen Schleifen zusammengehalten wurden. Im April 1994 wurde an beiden die erste graphische Änderungen vorgenommen: Marc wechselte die T-Shirt-Farbe zu Orange, und Pennys roter Schurz wurde durch einen blauen Minirock und ein rot-orangefarbenes T-Shirt mit einem großen „P“ darauf ersetzt.
Eine weitere Änderung erfolgte ab Juli 1999. Die Figuren wurden in die Länge gestreckt, um sie älter wirken zu lassen. Um Marc & Penny zeitgemäßer erscheinen zu lassen, wurde sie komplett umgekleidet. Zur gleichen Zeit veranlasste der DG-Verlag Frank Lüdicke, seine Zeichnungen dem der japanischen Manga-Comics nachzuempfinden. Die weichen Formen wurden durch kantige und eckigere Konturen ersetzt.

## Nebenfiguren
Nach und nach wurden etliche Nebenfiguren eingeführt. Zu den wichtigsten Figuren zählten hierbei:
- Peter Rührfix
- Hauptwachtmeister Schnapp
- Petunia van Pippel/Pauline Pippelstein
- August Mobil
- Pitti & Fietje/Fritz Muck
- Hugdietrich Schotter/Hugo Schotter
- Lars-Dieter Locke
- Natalie Nebenan
- Nachbar Brüllklotz

## Nebenserien
Neben den von Frank Lüdicke gezeichneten Marc-&-Penny-Geschichten erschienen auch zahlreiche Nebenserien. In Klammern steht die Anzahl der Auftritte in Marc & Penny.
- Mister Pfiffig: 09/81 bis 02/02. (29, Nachdrucke eingerechnet)
- Die Freunde: 02/82 bis 07/87. (6)
- Vimse: 11/82 bis 10/92. (9, Nachdrucke eingerechnet)
- Razam - Boss des Dschungels: 08/83 bis 09/84. (3)
- Die Frömps: 07/85 bis 06/88 (8)
- Doktor Snugli: 05/92 bis 09/94 (7)
- Plüsch-Paule: 07/95 bis 08/02 (30)
Die Comicserie wurde 1995 eingeführt und war zumeist auf der Rückseite des Magazins abgedruckt. In jeder der wortlosen Geschichten geriet Plüsch-Paule, ein Teddybär mit einer blauen Baseballkappe, in eine für ihn missgünstige Lage. Häufig befreite sich die Hauptfigur aus ihrer Situation durch unkonventionelle Lösungen.
- Liesel Schnatter: 04/91 bis 12/03 (50, Nachdrucke eingerechnet)
Liesel Schnatters Ursprung liegt in der Weihnachtsgeschichte von 1990. Ab April des folgenden Jahres, bekam die Gans schließlich ihre eigene Serie und brachte es von allen Nebenserien auf die meisten Auftritte. Grund dafür könnte auch, die Seelenverwandtschaft der attraktiven Gans mit dem weichen Herzen, mit Ilona Waldera sein. Liesel Schnatter strebt nach Schönheit, Erfolg, Popularität, Reichtum und Ruhm, wird in all ihren Ambitionen jedoch immer wieder enttäuscht. Ihr größter Gegner ist Herr Fuchs.
- Neues aus Hasendorf: 02/92 bis 05/95
„Neues aus Hasendorf“ nahm eine Sonderstellung im Magazin ein. Die Serie waren als Fortsetzungsgeschichte konzipiert. Ein Handlungsstrang konnte daher bis zu einem Jahr dauern.
- Mister Sherlock: 07/97 bis 01/03 (14)
- Zezilia Zucker: 06/98 bis 01/00 (17)
Die Comic-Geschichten rund um Zezilia Zucker und ihre Freunde aus dem Spielzeugland waren stets als Vierseiter angelegt. Zezilia Zucker ist ein Püppchen und lebt mit ihren Püppchenfreundinnen im idyllischen Spielzeugland, welches ordnungsgemäß von einem Bürgermeister regiert wird. Die blondgelockte Hauptfigur wurde von Ilona Waldera als sanfter Protest zur Alt-68er-Pädagogik und deren strengen feministischen Botschaften angelegt: „Weil ich tief in meinem Inneren wusste, dass Mädchen und Jungen doch nicht gleich sind. Und dass 99,9 Prozent der kleinen wie auch der großen Mädchen eine entzückende bonbonfarbene Welt der realen grauen vorziehen.“